# Lempuyang (Wonosalam)
Lempuyang is een bestuurslaag in het regentschap Demak van de provincie Midden-Java, Indonesië. Lempuyang telt 1446 inwoners (volkstelling 2010).